# 洛姆尼采河

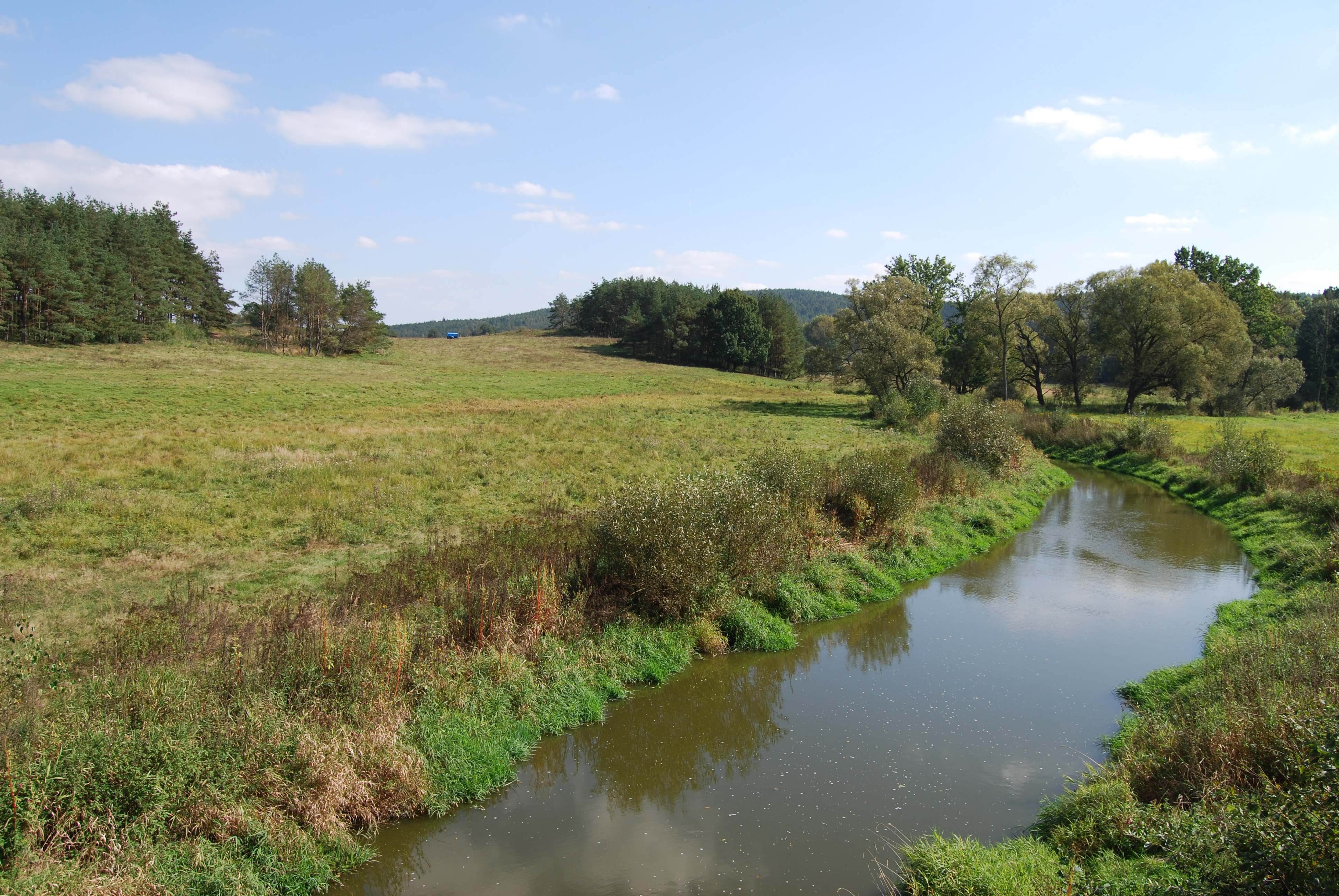

洛姆尼采河是捷克的河流，屬於奧塔瓦河的左支流，河道全長59.5公里，流域面積830.8平方公里，河水主要來自融雪和雨水，河畔城鎮有米羅季采。